# Emm wie Meikel
Emm wie Meikel war eine Comedyserie des Fernsehens für ältere Kinder mit realen Schauspielern und der Puppe Meikel Katzengreis bzw. Mausegreis.

## Seriendaten
Der NDR produzierte die Serie nach dem Puppenentwurf und Buch von Manfred Tesch. Wolfgang Buresch sprach und spielte Meikel Katzengreis, als Co-Moderatorinnen fungierten nacheinander Marion Michael (fünf Folgen), Andrea Bergmann (drei Folgen) und Hanni Vanhaiden. Später verstärkte ein zotteliger, blauer Yeti das Moderatorenteam. 
Die Serie lief einmal im Monat montagnachmittags. Im Juli und August 1983 wurden 20 gekürzte Folgen wiederholt.
Eine Sonderfolge war im Rahmen der jährlichen Sendereihe Wir warten auf's Christkind zu sehen. Darin spielte der Puppenspieler Rudolf Fischer einen sprechenden und umherwandernden Tannenbaum. Fischer war als Fernsehpuppenspieler vor allem durch seine Darstellung in Der Spatz vom Wallrafplatz bekanntgeworden und hatte mit Buresch bereits in zahlreichen anderen Produktionen zusammengewirkt.

## Meikel (Mausegreis) Katzengreis
In den ersten drei Folgen hieß die Hauptperson noch Meikel Mausegreis und sah etwa aus wie eine in die Jahre gekommene Micky Maus mit weißem Vollbart, die im Januar 1975 ein Interview mit dem damaligen Regierungssprecher Klaus Bölling führte. Daraufhin beschwerten sich die Kölner Fernsehkollegen beim NDR, die die Sendung mit der Maus produzierten und meinten, das könne zu Verwechslungen führen. Wolfgang Buresch vom NDR glaubte zwar nicht, dass man Meikel Mausegreis mit einer Zeichentrickmaus verwechseln könnte, doch er ließ Meikel zu einer Katze mit roter Tennisball-Nase mutieren.

## Tonträger
Emm wie Meikel erschien zu Beginn der Ausstrahlung im Fernsehen auch als MC bzw. LP im Vertrieb der BASF mit den Originalsprechern Wolfgang Buresch, Marion Michael und Andrea Bergmann. Hierfür wurde nicht einfach eine Fernsehfolge für die Schallplatte eingerichtet, sondern eine eigenständige, dem akustischen Medium mehr entsprechende Folge entwickelt.

## Zitate
Meikel Katzengreis
- Tse, tse, tse, tse, tse …
- Tjä, Probleme, man kennt das!
- Frauen sind fraulich, Herren sind herrlich!

Der blaue Yeti
- Wär ich bloß im Himalaja geblieben.